# میچیکو شیاوکاوا
میچیکو شیاوکاوا (انگلیسی: Michiko Shiokawa؛ زادهٔ ۲۲ ژانویهٔ ۱۹۵۱) بازیکن والیبال اهل ژاپن است.